# Kevin Campbell
Kevin Joseph Campbell (født 4. februar 1970 i London, England, død 15. juni 2024) var en engelsk fodboldspiller, der spillede som angriber. Han var på klubplan primært tilknyttet Arsenal, Nottingham Forest og Everton, men spillede også for blandt andet West Bromwich Albion og tyrkiske Trabzonspor. Med Arsenal var han med til at vinde to engelske mesterskaber og Pokalvindernes Europa Cup.

## Titler
Engelsk 1. division
- 1989 og 1991 med Arsenal F.C.

FA Cup
- 1993 med Arsenal F.C.

Football League Cup
- 1993 med Arsenal F.C.

Pokalvindernes Europa Cup
- 1994 med Arsenal F.C.